# Jakub Grudniewski
Jakub Lech Grudniewski (ur. 1985) w Lublińcu – historyk, doktor nauk humanistycznych, nauczyciel akademicki.

## Działalność
Ukończył studia magisterskie na kierunku historia ze specjalnością archiwalną na Uniwersytecie Śląskim w Katowicach (2009). W tym czasie odbył półroczny pobyt na Uniwersytecie w Bonn (2008). Pracę magisterską na temat Biskup wrocławski Georg Kopp (1887–1914). Duchowny i polityk w opinii polskojęzycznej prasy górnośląskiej pisał pod kierunkiem dra hab. Janusza Gruchały. W 2016 roku na Uniwersytecie Śląskim obronił pracę doktorską pt. Prezydenci i landraci w rejencji opolskiej. Elity władzy na Górnym Śląsku w okresie Cesarstwa Niemieckiego, której promotorem był prof. Ryszard Kaczmarek. 
Od 2012 roku pracuje w Instytucie Historii Wydziału Humanistycznego Uniwersytetu Śląskiego, obecnie na stanowisku adiunkta. Laureat i kierownik grantu w ramach programu Preludium Narodowego Centrum Nauki pt. „Prezydenci i landraci w rejencji opolskiej. Elity władzy na Górnym Śląsku w okresie Cesarstwa Niemieckiego” (2014–2016). 
Uczestnik Sommerschule w Instytucie Herdera w Marburgu (2012). Odbył wyjazdy dydaktyczne na Uniwersytet w Ratyzbonie (Erasmus+, 2017), Uniwersytet w Egerze (CEEPUS, 2019) oraz Uniwersytet w Wiedniu (Erasmus +, 2022). 
Uczestnik interdyscyplinarnego projektu „Wpływ długotrwałej emisji zanieczyszczeń – środowiskowe, zdrowotne i społeczno-kulturowe skutki hutnictwa metali nieżelaznych” w ramach cyklu badawczego "Zielony Horyzont" Uniwersytetu Śląskiego (2021–2023) oraz "Industrialisierung in Oberschlesien im 'Zeitalter der Extreme'/ Eine Kulturgeschichte der Wirtschaft am Beispiel des Ballestrem-Konzerns ca. 1890–1950" Uniwersytetu Technicznego w Dreźnie (2022–2023).
W swoim dorobku naukowym posiada ponad 50 publikacji o tematyce górnośląskiej, administracji pruskiej, funkcjonowaniu miast górnośląskich w okresie od 1740–1918, wojnach śląskich, powstaniach śląskich oraz związkach między elitami przemysłowymi a politycznymi na Górnym Śląsku.

## Wybrane publikacje
- J. Grudniewski, H. Grudniewska, Pszczyna w okresie wojen śląskich (1740-1763)–zarys dziejów, "Wieki stare i nowe" 22 (2022), s. 1-17.
- J. Grudniewski, Formowanie landwery podczas pruskiej wojny wyzwoleńczej 1813 roku na przykładzie Śląska, "UR Journal of Humanities and Social Sciences" 2(19)/2021, s. 36-51.
- J. Grudniewski, H. Grudniewska, Dzieje Parafii pw. Najświętszego Serca Pana Jezusa w Murckach, Katowice 2021.
- J. Grudniewski, Pruska elita władzy na Górnym Śląsku (1871-1918), Katowice 2020.
- J. Grudniewski, Między Berlinem a Rzymem: biskup Georg Kopp a sprawa zakończenia Kulturkampfu, "Rocznik Filozoficzny Ignatianum" 25 (2019), s. 71-94.J. Grudniewski, Odrodzenie parafii ewangelickich na pruskim Górnym Śląsku w pierwszej połowie XVIII wieku (do 1756 roku), [w:] Dziedzictwo górnośląskiej reformacji. Wpływ protestantyzmu na politykę, społeczeństwo i kulturę w XVI-XX wieku, red. J. Bahlcke, W. Gojniczek, R. Kaczmarek, Katowice 2018, s. 315-332.
- J. Grudniewski, R. Kaczmarek, Kostuchna. Monografia historyczna, Katowice 2016.
- J. Grudniewski, Rejencja opolska podczas I wojny światowej w świetle zarządzeń administracyjnych, [w:] Górny Śląsk a I wojna światowa, red. Jarosław Racięski, Michał Witkowski, Katowice 2015, 65-81.
- J. Grudniewski, Biurokracja a lokalne elity władzy w powiatach górnośląskich w okresie Cesarstwa Niemieckiego, „Szkice Archiwalno – Historyczne” 12 (2015), s. 207-220.
- J. Grudniewski, R. Kaczmarek, Żory w okresie panowania Hohenzollernów, Żory 2013.
- J. Grudniewski, Biskup wrocławski Georg Kopp a kwestia polska na Górnym Śląsku w opinii polskojęzycznej pracy górnośląskiej, „Wieki Stare i Nowe” 2012, t. 4 (9), s. 81-113.
- J. Grudniewski, D. Gawrecki, R. Kaczmarek, A. Kuzio-Podrucki, J. Sperka, Książęta, starostowie, prezydenci, gubernatorzy, namiestnicy, wojewodowie, marszałkowie na Grónym Śląsku, [w:] Historia Górnego Śląsa. Polityka, gospodarka i kultura europejskiego regionu, red. J. Bahlcke, D. Gawrecki, R. Kaczmarek, Gliwice 2011, s. 514-526.

- J. Grudniewski, Przykład tragicznego losu Górnoślązaków w mundurach Wehrmachtu – Josef Steinski z Królewskiej Huty, „Szkice Archiwalno – Historyczne” 6 (2010), s. 117–129.
- Hasła w "Słowniku powstań śląskich" 1919, 1920, 1921, Katowice 2020-2022: Hoefer Karl, Sturmabteilung Roßbach, Organizacja Bojowa Górnego Śląska (Kampforgasation Oberschlesiens), Zjednoczone Związki Wiernych Ojczyźnie Górnoślązaków (Vereinigte Verbande Heimattreuer Oberschlesier - VVHO).

- Hasła w "Encyklopedii województwa śląskiego": śląsk pruski, rejencja opolska, prowincja śląska 1742-1815, prowincja śląska 1815-1919.